# Contre
Contre é uma comuna francesa na região administrativa de Altos da França, no departamento de Somme. Estende-se por uma área de 9,75 km². Em 2010 a comuna tinha 154 habitantes (densidade: 15,8 hab./km²).